# Holroyd
Holroyd is een historisch motorfietsmerk.
De bedrijfsnaam was: J.S. Holroyd, Farnham (Surrey), later London.
Dit was een Engels merk van de destijds bekende coureur John Spear Holroyd dat vanaf 1922 motorfietsen bouwde.
John Spear Holroyd was al voor de Eerste Wereldoorlog een succesvol coureur, die connecties had met het Zwitserse merk Motosacoche. Na de oorlog pakte hij het racen weer op: In 1920 werd hij derde in de Junior TT met een Blackburne en in 1921 werd hij 25e in de Junior TT met een Massey-Arran. Hij racete ook met het merk Edmund. Hij werd motorhandelaar in Londen.
In 1922 begon hij eigen frames te maken voor sportieve modellen die werden voorzien van 248- en 346cc-JAP-inbouwmotoren. Racemodellen werden met beperkt succes ingezet op het circuit van Brooklands. In 1924, het laatste jaar van de productie, was alleen een 346cc-JAP-model met een Burman-drieversnellingsbak leverbaar. Deze machine had al trommelremmen en een leren gereedschaptas boven op de tank. De verkoop viel - bij gebrek aan een dealernetwerk - tegen.